# الاحساء (ذمار)
الأحساء هي إحدى قرى الجمهورية اليمنية. وهي تتبع جغرافيًا لمحافظة ذمار. وإداريًا لمديرية الحداء. الدائرة (٢٠٠) عزلة بني بخيت يبلغ تعداد سكانها 1504 نسمة حسب الإحصاء الذي جرى عام 2004. وهم بيت النقيب وبيت الفقيه وبيت البداي وبيت علي زيد وبيت دوبل وبيت اليفاعي وبيت كرات وبيت هادي وبيت مثنى وبيت الأشول وبيت عبدالله وبيت سعد وبيت محسن كما أن قرية الأحساء تعد الحد الفاصل بين مديرية الحداء ومديرية جهران حيث تبعد عن مركز المديرية بحوالي خمسة كيلو متر فقط يحدها من الشمال قرية ساقتين ومن الجنوب حمة الأحساء ووادي عيلم ومن الشرق مركز المديرية زراجة ومن الغرب قرية الخربة التابعة لمديرية جهران، ويوجد في قرية الأحساء جبل هلل أكبر جبل في المديرية حيث كان ولازال يستخدم من في إبلاغ جميع مناطق المديرية إذا حصل أي مشكلة على المديرية وذلك عن طريق إشعال النار في أعلى قمته فيراها جميع أبناء المديرية ويتجمعون إلى مركز المديرية لمعرفة المشكلة واتخاذ القرار كما حظيت قرية الأحساء باهتمام من قبل الدولة نظراً لموقعها الجغرافي حيث حظيت بالعديد من المشاريع التنموية والخدمية التي تخدم الأهالي كالهواتف الثابتة والأسفلت والكهرباء ومشروع الماء والمدرسة والوحدة الصحية كما يوجد بها منطقة بهشنة الأثرية